# Tour du Mont-Rose
Le Tour du Mont-Rose est un parcours de randonnée qui correspond au chemin parcouru dans le passé par le peuple Walser de part et d'autre du mont Rose.
Il s'étend sur le territoire de la haute vallée de Zermatt (canton du Valais), du haut Valtournenche, du haut val d'Ayas et de la haute vallée du Lys (Vallée d'Aoste), du Valsesia et de la vallée Anzasca (Piémont), et de la vallée de Saas.
Il tourne autour des massifs du Mont-Rose et des Mischabels et se divise en neuf étapes.

## Les étapes
- 1re étape : dans la vallée de Zermatt
  - De Zermatt (1 616 mètres) au col du Théodule (3 296 mètres)

- 2e étape : du Valtournenche au val d'Ayas
  - Du col du Théodule (3 296 mètres) au hameau Saint-Jacques d'Ayas (1 689 mètres) à travers le col supérieur des Cimes blanches (2 982 mètres)

- 3e étape : du val d'Ayas vers la vallée du Lys
  - Départ à Saint-Jacques d'Ayas (1 689 mètres), arrivée à Gressoney-La-Trinité (1 637 mètres) à travers le col du Bätt (2 672 mètres)

- 4e étape : de la vallée du Lys au Valsesia
  - De Gressoney-La-Trinité (1 637 mètres) à Alagna Valsesia (1 191 mètres) à travers le col d'Olen (2 881 mètres)

- 5e étape : du Valsesia vers la vallée Anzasca
  - De Alagna Valsesia (1 191 mètres) à Macugnaga (1 327 mètres) par le col du Tourloz (2 738 mètres)

- 6e étape : de la vallée Anzasca à la vallée de Saas
  - De Macugnaga (1 327 mètres) à Saas-Fee (1 772 mètres) par le col du Mont-Moro (2 868 mètres)

- 7e étape : dans la vallée de Saas
  - De Saas-Fee (1 772 mètres) à Grächen (1 619 mètres)

- 8e étape : dans la vallée de Zermatt
  - De Grächen (1 619 mètres) au refuge Europahütte (2 220 mètres), le parcours se développe sur la droite orographique de la vallée en côtoyant le massif des Mischabels

- 9e étape : entièrement dans la vallée de Zermatt
  - Du refuge Europahütte (2 220 mètres) à Zermatt (1 616 mètres), toujours sur la droite orographique de la vallée en côtoyant le massif des Mischabels